# Japan i olympiska sommarspelen 1968
Japan deltog med 171 deltagare vid de olympiska sommarspelen 1968 i Mexico City. Totalt vann de elva guldmedaljer, sju silvermedaljer och sju bronsmedaljer.

## Medaljer

### Guld
- Shigeo Nakata - Brottning, fristil, flugvikt.
- Yojiro Uetake - Brottning, fristil, bantamvikt.
- Masaaki Kaneko - Brottning, fristil, fjädervikt.
- Muneji Munemura - Brottning, grekisk-romersk stil, lättvikt.
- Yukio Endo, Sawao Kato, Takeshi Kato, Eizo Kenmotsu, Akinori Nakayama och Mitsuo Tsukahara - Gymnastik, mångkamp.
- Sawao Kato - Gymnastik, mångkamp.
- Sawao Kato - Gymnastik, fristående.
- Akinori Nakayama - Gymnastik, ringar.
- Akinori Nakayama - Gymnastik, barr.
- Akinori Nakayama - Gymnastik, räck.
- Yoshinobu Miyake - Tyngdlyftning, 60 kg.

### Silver
- Hideo Fujimoto - Brottning, grekisk-romersk stil, fjädervikt.
- Kenji Kimihara - Friidrott, maraton.
- Akinori Nakayama - Gymnastik, fristående.
- Yukio Endo - Gymnastik, hopp.
- Masashi Ohuchi - Tyngdlyftning, 75 kg.
- Setsuko Yoshida, Suzue Takayama, Toyoko Iwahara, Youko Kasahara, Aiko Onozawa, Yukiyo Kojima, Sachiko Fukanaka, Kunie Shishikura, Setsuko Inoue, Sumie Oinuma, Makiko Furakawa och Keiko Hama - Volleyboll.
- Masayuki Minami, Katsutoshi Nekoda, Mamoru Shiragami, Isao Koizumi, Kenji Kimura, Yasuaki Mitsumori, Naohiro Ikeda, Jungo Morita, Tadayoshi Yokota, Seiji Oko, Tetsuo Satō och Kenji Shimaoka - Volleyboll.

### Brons
- Eiji Morioka - Boxning, bantamvikt.
- Kenzo Yokoyama, Hiroshi Katayama, Masakatsu Miyamoto, Yoshitada Yamaguchi, Mitsuo Kamata, Ryozo Suzuki, Kiyoshi Tomizawa, Takaji Mori, Aritatsu Ogi, Eizo Yuguchi, Shigeo Yaegashi, Teruki Miyamoto, Masashi Watanabe, Yasuyuki Kuwahara, Kunishige Kamamoto, Ikuo Matsumoto, Ryuichi Sugiyama och Masahiro Hamazaki - Fotboll.
- Akinori Nakayama - Gymnastik, mångkamp.
- Takeshi Kato - Gymnastik, fristående.
- Sawao Kato - Gymnastik, ringar.
- Eizo Kenmotsu - Gymnastik, räck.
- Yoshiyuki Miyake - Tyngdlyftning, 60 kg.